# Оштра-Лука
Оштра-Лука (серб. Оштра Лука) —  населённый пункт (село) в Республике Сербской, Босния и Герцеговина. Центр общины Оштра-Лука.

## Население
Численность населения села Оштра-Лука по переписи 2013 года составила 817 человек.
Этнический состав населённого пункта по переписи 1991 года:
- сербы — 778 (92,84%),
- хорваты — 32 (3,82 %),
- югославы — 17 (2,03 %),
- боснийские мусульмане — 7 (0,84 %),
- другие — 4 (0,48 %),
- всего 838